# Katharina Greschat
Katharina Greschat (Münster, 21 novembre 1965) è un teologa e docente universitaria tedesca di fede protestante.

## Biografia

### Famiglia
Katharina Greschat è figlia dello storico della chiesa Martin Greschat, originario di Münster; una sorella minore è la storica dell'arte e direttrice di musei Isabel Greschat (* 1967); Un'altra sorella, Sabine Greschat, è logopedista.

### Studi e formazione
Katharina Greschat ha conseguito l'abitur nel 1985. Nel semestre invernale 1985/86 si è iscritta alla Westfälische Wilhelms-Universität Münster. Ha completato la sua formazione di insegnante presso l'Università Philipps di Marburgo per il livello secondario I e II nelle materie di teologia e storia protestante, sostenendo il primo esame di stato il 30 luglio 1992. Il 1º marzo 1994 ha superato il primo esame ecclesiastico presso la Chiesa protestante della Vestfalia. Con il sostegno di una borsa di studio statale del Land Nordreno-Vestfalia, ha proseguito gli studi per il dottorato dal 1994 al 1996. Dall'aprile all'ottobre 1997 ha frequentato il servizio preparatorio della Chiesa protestante della Vestfalia.
In seguito, è diventata assistente ricercatrice presso l'Università Johannes Gutenberg di Magonza, posizione che ha continuato a ricoprire dal 1º ottobre 1998 come assistente di ricerca presso la cattedra di storia della Chiesa e storia della Chiesa territoriale sotto la direzione di Gerhard May. Il 23 giugno 1999 ha conseguito il dottorato in teologia presso la Westfälische Wilhelms-Universität Münster. La sua tesi è stata premiata con il Premio Hanns Lilje dell'Accademia delle Scienze e delle Lettere di Gottinga, uno dei più prestigiosi riconoscimenti per i lavori teologici. La tesi era incentrata sul punto di vista degli gnostici Apelle ed Ermogene.
Poco dopo, Greschat ha iniziato a lavorare alla sua tesi di abilitazione all'insegnamento universitario, che ha completato il 18 febbraio 2004 presso l'Università Johannes Gutenberg di Mainz. La sua tesi era incentrata su papa Gregorio Magno.
Ha ricevuto il suo primo incarico di insegnamento a Magonza nel semestre estivo del 2005. Nel semestre invernale 2005/2006 fino al semestre estivo 2008, ha assunto la cattedra di Christoph Markschies presso l'Università Humboldt di Berlino come supplente. Dal semestre invernale 2008/2009 al 2009/2010 è stata professoressa di Storia della Chiesa (Chiesa antica e Medioevo) presso l'Università Friedrich Schiller di Jena. Durante questo periodo, ha lavorato con un gruppo di studiosi di religione di Erfurt a un progetto di ricerca sulla pietà individuale nella tarda antichità, indagando sul modo in cui le forme private di religiosità si esprimessero accanto alla religione pubblica.
Il 1º aprile 2010 Greschat è divenuta professore di Storia della Chiesa e del Cristianesimo (Chiesa antica e Medioevo) presso l'Università della Ruhr a Bochum.
I suoi interessi di ricerca si concentrano, tra l'altro, sul cristianesimo antico inteso come "religione domestico". L'ambiente domestico delle famiglie cristiane era una parte essenziale della vita cristiana antica, dal periodo greco-romano alla tarda antichità. In questo modo, la "religione domestica" si dimostra essere un sistema spirituale che influenzava le azioni quotidiane e anche quelle profane. Il primo cristianesimo non si è sviluppato solo a partire da un culto pubblico e collettivo, ma anche in un contesto privato, che era trasmesso da una famiglia all'altra. L'autrice si concentra anche sulle questioni educative e di genere nel cristianesimo pre-moderno e sui discorsi cristiani nel II secolo.
Insieme a Josef Lössl (Università di Cardiff) e Johannes van Oort (Università di Nijmegen/Pretoria), Greschat è redattore della rivista Vigiliae Christianae. A Review of Early Christian Life and Language. Nella pubblicazione Körper und Kommunikation (2003), curata insieme alla teologa Heike Omerzu, ha sollevato le seguenti questioni per una teologia orientata al genere:
- Che significato ha il corpo nella comunicazione interpersonale e nella comunicazione umana con Dio?
- Come viene percepito il corpo femminile in diverse situazioni comunicative?
- Come viene costruito e comunicato il genere attraverso il corpo?

È sposata con il teologo Reinhard G. Lehmann.